# 索伦蒂纳市镇

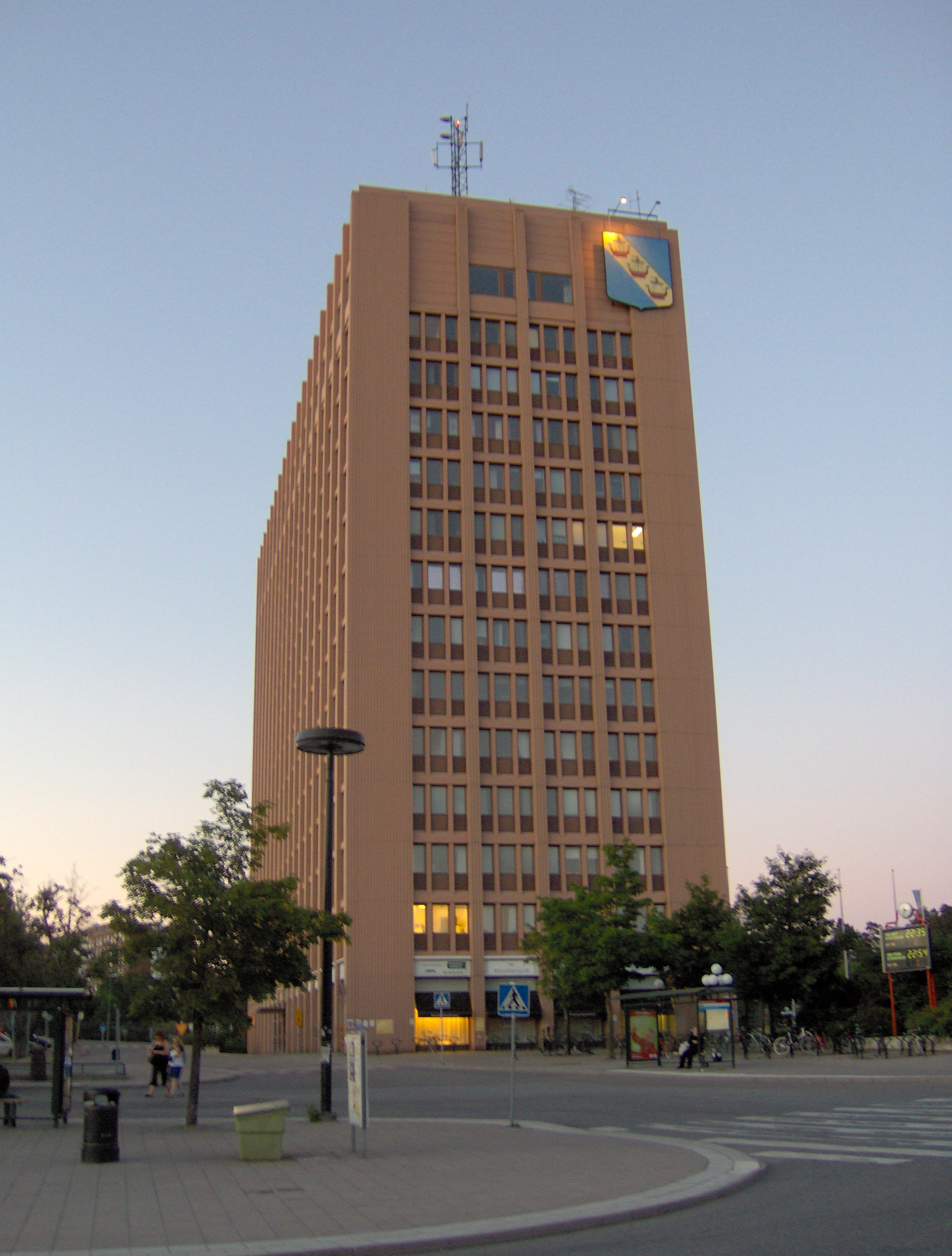
索伦蒂纳市政大楼

索伦蒂纳市镇（瑞典語：Sollentuna kommun）是瑞典中东部斯德哥尔摩省的一个市镇。其治所位于索伦蒂纳城。
索伦蒂纳市镇与下列市镇毗邻（从南部起顺时针方向排列）：索尔纳市镇、松德比贝里市镇、斯德哥尔摩市镇、耶尔费拉市镇、乌普兰斯韦斯比市镇、泰比市镇与丹德吕德市镇。